# کمیسیون رئیس‌جمهور ایالات متحده درباره فعالیت‌های سیا در ایالات متحده
کمیسیون رئیس‌جمهور ایالات متحده دربارۀ فعالیت‌های سیا در ایالات متحده تحت ریاست جرالد فورد در سال ۱۹۷۵ برای تحقیق در مورد فعالیت‌های سازمان اطلاعات مرکزی (سی‌آی‌ای) و سایر آژانس‌های اطلاعاتی در ایالات متحده تشکیل شد. این کمیسیون توسط معاون رئیس جمهور، نلسون راکفلر، رهبری می‌شد و گاهی از آن به عنوان کمیسیون راکفلر یاد می‌شود.
این کمیسیون در پاسخ به گزارش دسامبر ۱۹۷۴ در نیویورک تایمز مبنی بر اینکه سی‌آی‌ای در دهه ۱۹۶۰ فعالیت‌های داخلی غیرقانونی از جمله آزمایش‌هایی را بر روی شهروندان آمریکایی انجام داده‌است، ایجاد شد. این کمیسیون در سال ۱۹۷۵ یک گزارش واحد منتشر کرد که در آن به برخی سوء‌استفاده‌های سی‌آی‌ای از جمله باز کردن نامه‌ها و نظارت بر گروه‌های مخالف داخلی اشاره می‌کرد.
همچنین مسائل مربوط به ترور جان اف کندی، به‌ویژه ضربه سر (که در فیلم زاپرودر برای اولین بار در تلویزیون در سال ۱۹۷۵ نمایش داده شد)، و حضور احتمالی هوارد هانت و فرانک استورگیس در دالاس، تگزاس، مورد مطالعه قرار گرفت.
یک تحقیق بزرگتر، کمیته کلیسا، در ۲۷ ژانویه۱۹۷۵ توسط سنای ایالات متحده تشکیل شد. کمیته ندزی در ۱۹ فوریه ۱۹۷۵ در مجلس نمایندگان ایالات متحده ایجاد شد. پنج ماه بعد توسط کمیته Pike جایگزین شد.
در ژوئیه ۱۹۷۵، نیویورک تایمز گزارش داد که منابع کارکنان ناشناس در کمیسیون راکفلر گفتند سیدنی گوتلیب برنامه آزمایش LSD سیا را فرماندهی می‌کرد، شخصاً در آزمایشی شرکت داشت که محقق فرانک اولسون را کشت، سپس سوابق برنامه را در سال۱۹۷۳ از بین برد.